# Gaspar Cassadó
Gaspar Cassadó i Moreu, né à Barcelone le 5 octobre 1897 et mort à Madrid le 24 décembre 1966, est un violoncelliste et compositeur espagnol.

## Biographie
Son apprentissage musical débuta à l’âge de cinq ans, sous la direction de son père, Joaquim Cassadó (maître de chapelle et compositeur à la basilique de la Mercè à Barcelone). Deux ans plus tard, il commença l’étude du violoncelle. Le jeune Gaspar montra une attitude remarquable pour cet instrument, alors que son frère aîné Agustí était doué pour le violon. C’est ainsi qu’en 1907 la famille emménagea à Paris pour que les deux enfants puissent obtenir un enseignement de très haut niveau. Gaspar devint l’élève de Pau (Pablo) Casals pour le violoncelle et de Ravel et Manuel de Falla pour la composition. En 1914, il rentra à Barcelone ; très vite sa renommée se répandit en Espagne et après la fin de la première guerre mondiale il commença une brillante carrière internationale. En plus du répertoire classique, il jouait souvent des pièces d’auteurs contemporains.
Dans les années 1920, il fit le choix d’habiter à Florence. Il enseigna à l'Académie Chigiana de Sienne à partir de 1946, ainsi qu'à la Hochschule für Musik de Cologne à partir de 1958.
Il écrivit plusieurs pièces pour violoncelle, des concertos, de la musique de chambre, des oratorios et de nombreuses transcriptions pour violoncelle.
Un concours international de violoncelle qui porte son nom se déroule tous les deux ans à Florence.

## Œuvres

### Guitare solo
- Canción de Leonardo
- Catalanesca
- Dos Cantos Populares Finlandeses
- Leyenda Catalana
- Préambulo y Sardana
- Sardana Chigiana

### Musique de chambre
- 1926, Trio pour piano en do majeur
- 1929, Quatuor à cordes n.º 1 en fa mineur
- 1930, Quatuor à cordes n.º 2 en sol majeur
- 1933, Quatuor à cordes n.º 3 en do mineur

### Violoncelle solo
- Suite

### Violoncelle et piano
- Allegretto Grazioso
- Minuetto
- Pastorale
- Rapsodia del Sur
- 1925, La Pendule, la Fileuse et le Galant
- 1925, Serenade
- 1925, Sonata en La menor
- 1925, Sonata nello stile antico spagnuolo
- 1925, Toccata
- 1926, Danse du diable vert
- 1931, Lamento de Boabdil
- 1934, Requiebros
- 1935, Partita
- 1954, Archares
- 1957, Morgenlied

### Orchestre
- 1926, Concerto pour violoncelle en do mineur

### Transcriptions

#### Violoncelle et orchestre
- Concerto pour Violoncelle en fa majeur, basé sur le «Concerto n.º 3 en la majeur, Wq.172» de Carl Philipp Emanuel Bach
- Concerto pour Violoncelle en ré majeur, basé sur le «Concerto pour cor nº 3 en mi bémol majeur, K.447» de Wolfgang Amadeus Mozart
- Concerto pour Violoncelle en la mineur, basé sur le «Sonata para arpeggione et piano, D.821» de Franz Schubert
- 1940, Concerto pour Violoncelle en mi majeur, basé sur les «Dix-huit pièces pour piano, Op.72» de Piotr Ilitch Tchaïkovski
- Concerto pour Violoncelle en ré majeur, basé sur le «Concerto pour clarinette n.º 2, en mi bémol majeur, Op.74» de Carl Maria von Weber
- Concerto pour Violoncelle en mi mineur, basé sur la «Sonata n.º 5, RV.40» de Antonio Vivaldi

#### Guitare et orchestre
- Concerto nº 6 pour violoncelle et orchestre de Boccherini (dédiée à Andrés Segovia)

#### Violoncelle solo
- Jean-Sébastien Bach - Suite pour violoncelle nº 4, BWV 1010
- Frédéric Chopin - Étude Op. 25 nº 1
- Georg Friedrich Haendel - The Harmonious Blacksmith (« L'Harmonieux Forgeron », extrait de la 5e Suite pour clavecin : Air final avec 5 variations)

#### Violoncelle et piano
- Isaac Albéniz :
  - Cádiz (Serenata española)
  - Malagueña Op. 165, n.º 3
- Martin Berteau - Studio
- Luigi Boccherini - Minuetto (Six pièces classiques 1925)
- Alexandre Borodine - Serenata alla spagnola
- Jean-Baptiste Bréval - Sonate en sol majeur
- Frédéric Chopin - Minute Waltz, Op. 64 n.º 1
- Constantino de Crescenzo - Prima Carezza
- Claude Debussy:
  - Clair de Lune
  - Golliwog's cakewalk
  - Minstrels
- Antonín Dvořák - Sonatine en sol mayor Op. 100
- Gabriel Fauré - Nocturne n.º 4
- Girolamo Frescobaldi - Toccata (Six pièces classiques 1925)
- Enrique Granados - Intermezzo (de l'opéra Goyescas)
- Ernesto Halffter - Canzone e Pastorella
- Blas de Laserna - Tonadilla
- Franz Liszt - Liebestraum (Notturno N° 3)
- Benedetto Marcello:
  - Sonate n.º 1 en do majeur
  - Sonate n.º 4 en la mineur
- Federico Mompou - Chanson et Danse
- Wolfgang Amadeus Mozart
  - Rondo Alla Turca
  - Serenata de Don Giovanni [Deh vieni alla finestra]
  - Sonata K.358
- Georg Muffat - Arioso (Six pièces classiques 1925)
- Ignacy Jan Paderewski - Menuet
- Manuel María Ponce - Estrellita
- Johann Strauss II - An der schönen blauen Donau
- Federico Moreno Torroba - Fandanguillo